# Wereldkampioenschappen zwemmen 1998
Perth was in 1998 de gastlocatie van de achtste editie van de wereldkampioenschappen zwemmen langebaan (50 meter). Het toernooi werd gehouden in het Superdrome-complex, en duurde van maandag 12 januari tot en met zondag 18 januari 1998.
Nederland was in de hoofdstad van de deelstaat West-Australië vertegenwoordigd door een twaalf zwemmers (zes) en zwemsters (zes) tellende ploeg, die in totaal vijf medailles won, achttien finaleplaatsen afdwong en vijf nationale zwemrecords realiseerde. Uitblinker was opnieuw Marcel Wouda, de kersverse Europese kampioen op de 200 en de 400 meter wisselslag en Nederlands Sportman van het Jaar (1997). Na het zilver op de dubbele afstand won de boomlange Brabander op de voorlaatste dag de gouden medaille op de 200 meter wisselslag. Daarmee werd hij de eerste Nederlandse zwemwereldkampioen uit de geschiedenis.
Grootste blikvanger was evenwel Michael Klim, de Australiër van Poolse afkomst die in zijn tweede vaderland zeven medailles (vier gouden, twee zilveren en één bronzen) medailles won. Het laatste WK-toernooi van de twintigste eeuw ging de boeken in als de eerste mondiale titelstrijd waar geen wereldrecords sneuvelden. Perth 1998 werd voorafgegaan door een dopingschandaal, waarbij de Australische douane een Chinese zwemster op de luchthaven arresteerde, die in het bezit bleek van groeihormonen.

## Uitslagen

### Maandag 12 januari

#### Finale 100 metervrije slagvrouwen
1. Jenny Thompson (Verenigde Staten) 54,95
2. Martina Moravcová (Slowakije) 55,09
3. Ying Shan (China) 55,10
4. Amy Van Dyken (Verenigde Staten) 55,15
5. Sandra Völker (Duitsland) 55,33
6. Sue Rolph (Groot-Brittannië) 56,03
7. Sumika Minamoto (Japan) 56,48
8. Inge de Bruijn (Nederland) 56,49

#### Finale 100 meterschoolslagmannen
1. Frédérik Deburghgraeve (België) 1.01,34
2. Qiliang Zeng (China) 1.01,76
3. Kurt Grote (Verenigde Staten) 1.01,93
4. Phil Rogers (Australië) 1.02,01
5. Domenico Fioravanti (Italië) 1.02,13
6. Simon Cowley (Australië) 1.02,47
7. Károly Güttler (Hongarije) 1.02,53
8. Mark Warnecke (Duitsland) 1.03,11

#### Finale 400 meterwisselslagvrouwen
1. Yan Chen (China) 4.36,66
2. Jana Klotsjkova (Oekraïne) 4.38,60
3. Yasuko Tajima (Japan) 4.39,45
4. Wu Yanyan (China) 4.40,16
5. Kristine Quance (Verenigde Staten) 4.42,01
6. Maddy Crippen (Verenigde Staten) 4.43,45
7. Joanne Malar (Canada) 4.46,91
8. Nadine Neumann (Australië) 4.48,84

#### Finale 200 metervrije slagmannen
1. Michael Klim (Australië) 1.47,41
2. Massimiliano Rosolino (Italië) 1.48,30
3. Pieter van den Hoogenband (Nederland) 1.48,65
4. Jacob Carstensen (Denemarken) 1.49,74
5. Tom Malchow (Verenigde Staten) 1.50,05
6. Ryk Neethling (Zuid-Afrika) 1.50,08
7. Paul Palmer (Groot-Brittannië) 1.50,43
8. Gustavo Borges (Brazilië) 1.50,47

### Dinsdag 13 januari

#### Finale 200 metervrije slagvrouwen
1. Claudia Poll (Costa Rica) 1.58,90
2. Martina Moravcová (Slowakije) 1.59,61
3. Julia Greville (Australië) 1.59,92
4. Shu Min Tsai (Taiwan) 1.59,93
5. Kerstin Kielgass (Duitsland) 2.00,01
6. Susie O'Neill (Australië) 2.00,33
7. Cristina Teuscher (Verenigde Staten) 2.00,64
8. Lindsay Benko (Verenigde Staten) 2.01,28

#### Finale 400 meterwisselslagmannen
1. Tom Dolan (Verenigde Staten) 4.14,95
2. Marcel Wouda (Nederland) 4.15,53
3. Curtis Myden (Canada) 4.16,45
4. Matthew Dunn (Australië) 4.16,76
5. Istvan Bathazi (Hongarije) 4.20,28
6. Robert Seibt (Duitsland) 4.20,56
7. Trent Steed (Australië) 4.21,86
8. Tatsuya Kinugasa (Japan) 4.21,91

#### Finale 100 meterschoolslagvrouwen
1. Kristy Kowal (Verenigde Staten) 1.08,42
2. Helen Denman (Australië) 1.08,51
3. Lauren van Oosten (Canada) 1.08,66
4. Ágnes Kovács (Hongarije) 1.08,68
5. Penelope Heyns (Zuid-Afrika) 1.08,77
6. Samantha Riley (Australië) 1.08,80
7. Svetlana Bondarenko (Oekraïne) 1.09,11
8. Brigitte Becue (België) 1.09,16

#### Finale 4×200 metervrije slagmannen
1. AUSTRALIË 7.12,48
Michael Klim 1.47,67
Grant Hackett 1.48,41
Ian Thorpe 1.47,67
Daniel Kowalski 1.48,73
2. NEDERLAND 7.16,77 (Nederlands record)
Pieter van den Hoogenband 1.48,38
Mark van der Zijden 1.50,60
Martijn Zuijdweg 1.49,75
Marcel Wouda 1.48.06
3. GROOT-BRITTANNIË 7.17,33
Paul Palmer 1.49,72
Gavin Meadows 1.48,61
Andrew Clayton 1.50,38
James Salter 1.48,62
4. DUITSLAND 7.19,70
Christian Keller 1.50,27
Stefan Pohl 1.49,91
Jörg Hoffmann 1.50,12
Steffen Zesner 1.49,40
5. VERENIGDE STATEN 7.19,97
Ugur Taner 1.48,83
Josh Davis 1.48,16
Tom Malchow 1.49,69
Tom Dolan 1.53,29
6. DENEMARKEN 7.26,07
Jeppe Nielsen 1.52,71
Jacob Carstensen 1.49,49
Jacob Rasmussen 1.50,65
Anders Jensen 1.53,22
7. RUSLAND 7.27,95
Dimitri Kuzmine 1.52,12
Alexei Stepanov 1.50,68
Maxim Korshunov 1.52,91
Dimitri Chernychev 1.52,23
8. ZWEDEN 7.31,71
Anders Lyrbring 1.51,71
Johan Walberg 1.52,95
Petter Lindh 1.51,93
Max Von Budungen 1.55,12

### Woensdag 14 januari

#### Finale 400 metervrije slagvrouwen
1. Yan Chen (China) 4.06,72
2. Brooke Bennett (Verenigde Staten) 4.07,07
3. Dagmar Hase (Duitsland) 4.08,82
4. Kirsten Vlieghuis (Nederland) 4.09,14
5. Julia Greville (Australië) 4.11,59
6. Diana Munz (Verenigde Staten) 4.11,70
7. Jana Henke (Duitsland) 4.11,92
8. Claudia Poll (Costa Rica) 4.12,08

#### Finale 100 metervrije slagmannen
1. Alexander Popov (Rusland) 48,93
2. Michael Klim (Australië) 49,20
3. Lars Frölander (Zweden) 49,53
4. Pieter van den Hoogenband (Nederland) 49,59
5. Gustavo Borges (Brazilië) 49,62
6. Attila Zubor (Hongarije) 49,82
7. Chris Fydler (Australië) 49,95
8. Scott Tucker (Verenigde Staten) 50,36

#### Finale 100 meterrugslagvrouwen
1. Lea Maurer (Verenigde Staten) 1.01,16
2. Mai Nakamura (Japan) 1.01,28
3. Sandra Völker (Duitsland) 1.01,47
4. Antje Buschschulte (Duitsland) 1.01,81
5. Beth Botsford (Verenigde Staten) 1.02,31
6. Roxanna Maracineanu (Frankrijk) 1.02,40
7. Noriko Inada (Japan) 1.02,58
8. Cihong He (China) 1.02,69

#### Finale 200 metervlinderslagmannen
1. Denys Sylantjev (Oekraïne) 1.56,61
2. Franck Esposito (Frankrijk) 1.56,77
3. Tom Malchow (Verenigde Staten) 1.57,26
4. Takashi Yamamoto (Japan) 1.57,50
5. James Hickman (Groot-Brittannië) 1.58,76
6. Stephen Parry (Groot-Brittannië) 1.59,57
7. Kyu Chul Han (Zuid-Korea) 2.00,26
Scott Goodman (Australië) gediskwalificeerd

#### Finale 4×100 metervrije slagvrouwen
1. VERENIGDE STATEN 3.42,11
Lindsey Farella 56,81
Amy Van Dyken 54,94
Barbara Bedford 56,22
Jenny Thompson 54,14
2. DUITSLAND 3.43,11
Sandra Völker 55,68
Franziska van Almsick 55,95
Simone Osygus 56,58
Katrin Meißner 54,90
3. AUSTRALIË 3.43,71
Sarah Ryan 56,24
Rebecca Creedy 55,80
Susie O'Neill 55,40
Angie Kennedy 56,27
4. ZWEDEN 3.44,28
Malin Svahnström 56,83
Therese Alshammar 55,92
Louise Jöhncke 55,50
Josefin Lillhage 56,03
5. NEDERLAND 3.44,64
Inge de Bruijn 55,85
Angela Postma 56,85
Manon Masseurs 56,38
Wilma van Hofwegen 55,56
6. CANADA 3.44,90
Laura Nicholls 56,49
Nicole Davey 56,64
Shannon Shakespeare 55,54
Marianne Limpert 56,23
7. GROOT-BRITTANNIË 3.45,30
Sue Rolph 56,07
Claire Huddart 56,72
Melanie Marshall 57,13
Karen Pickering 55,38
8. CHINA 3.47,39
Ying Shan 56,56
Le Jingyi 57,59
Guiling Sun 56,16
Yingwen Zhu 57,08

### Donderdag 15 januari

#### Finale 400 metervrije slagmannen
1. Ian Thorpe (Australië) 3.46,29
2. Grant Hackett (Australië) 3.46,44
3. Paul Palmer (Groot-Brittannië) 3.48,02
4. Emiliano Brembilla (Italië) 3.48,60
5. Massimiliano Rosolino (Italië) 3.48,89
6. Igor Snitko (Oekraïne) 3.50,16
7. Jörg Hoffmann (Duitsland) 3.51,70
8. Danyon Loader (Nieuw-Zeeland) 3.52,26

#### Finale 200 meterschoolslagvrouwen
1. Ágnes Kovács (Hongarije) 2.25,45
2. Kristy Kowal (Verenigde Staten) 2.26,19
3. Jenna Street (Verenigde Staten) 2.26,50
4. Samantha Riley (Australië) 2.26,63
5. Masami Tanaka (Japan) 2.27,52
6. Penelope Heyns (Zuid-Afrika) 2.27,81
7. Brigitte Becue (België) 2.28,27
8. Svetlana Bondarenko (Oekraïne) 2.31,00

#### Finale 100 meterrugslagmannen
1. Lenny Krayzelburg (Verenigde Staten) 55,00
2. Mark Versfeld (Canada) 55,17
3. Stev Theloke (Duitsland) 55,20
4. Neisser Bent (Cuba) 55,21
5. Rodolfo Falcon (Cuba) 55,32
6. Matt Welsh (Australië) 55,45
7. Eithan Urbach (Israël) 55,97
8. Ricardo Busquets (Puerto Rico) 56,03

#### Finale 100 metervlinderslagvrouwen
1. Jenny Thompson (Verenigde Staten) 58,46
2. Ayari Aoyama (Japan) 58,79
3. Petria Thomas (Australië) 58,97
4. Misty Hyman (Verenigde Staten) 59,12
5. Susie O'Neill (Australië) 59,27
6. Martina Moravcová (Slowakije) 59,47
7. Inge de Bruijn (Nederland) 1.00,09 (Nederlands record)
8. Hitomi Kashima (Japan) 1.00,43

#### Finale 4×100 metervrije slagmannen
1. VERENIGDE STATEN 3.16,69
Scott Tucker 49,80
Neil Walker 48,75
Jon Olsen 49,48
Gary Hall jr. 48,66
2. AUSTRALIË 3.16,97
Michael Klim 49,27
Adam Pine 49,47
Richard Upton 49,64
Chris Fydler 48,59
3. RUSLAND 3.18,45
Alexander Popov 48,74
Roman Egorov 49,67
Vladislav Kulikov 51,28
Denis Pimankov 48,76
4. DUITSLAND 3.18,83
Christian Keller 50,78
Christian Tröger 49,37
Stefan Herbst 49,57
Torsten Spanneberg 49,11
5. NEDERLAND 3.19,47
Mark Veens 50,83
Martijn Zuijdweg 50,12
Johan Kenkhuis 50,14
Pieter van den Hoogenband 48,38
6. BRAZILIË 3.20,36
Fernando Scherer 50,63
Edivaldo Filho 50,83
André Cordeiro 50,19
Gustavo Borges 48,71
7. GROOT-BRITTANNIË 3.21,45
Gavin Meadows 50,32
Michael Fibbens 50,28
James Salter 50,49
Nick Shackell 50,36
8. ITALIË 3.22,12
Lorenzo Vismara 50,16
Mauro Gallo 51,01
Simone Cercato 50,25
Massimiliano Rosolino 50,70

### Vrijdag 16 januari

#### Finale 200 meterschoolslagmannen
1. Kurt Grote (Verenigde Staten) 2.13,40
2. Jean Christophe Sarnin (Frankrijk) 2.13,42
3. Norbert Rózsa (Hongarije) 2.13,59
4. Simon Cowley (Australië) 2.13,84
5. Ryan Mitchell (Australië) 2.14,43
6. Benno Kuipers (Nederland) 2.15,34
7. Tom Wilkens (Verenigde Staten) 2.15,41
8. Alexandre Goukov (Wit-Rusland) 2.15,51

#### Finale 200 meterwisselslagvrouwen
1. Wu Yanyan (China) 2.10,88
2. Yan Chen (China) 2.13,66
3. Martina Moravcová (Slowakije) 2.14,26
4. Jana Klotsjkova (Oekraïne) 2.15,01
5= Maddy Crippen (Verenigde Staten) 2.16,02
5= Marianne Limpert (Canada) 2.16,02
7. Beatrice Căslaru (Roemenië) 2.16,20
8. Elli Overton (Australië) 2.16,74

#### Finale 100 metervlinderslagmannen
1. Michael Klim (Australië) 52,25
2. Lars Frölander (Zweden) 52,79
3. Geoff Huegill (Australië) 52,90
4. Franck Esposito (Frankrijk) 52,94
5. Joris Keizer (Nederland) 53,37 (Nederlands record)
6. Takashi Yamamoto (Japan) 53,53
7. Denys Sylantjev (Oekraïne) 53,59
8. Peter Horváth (Hongarije) 53,60

#### Finale 4×100 meterwisselslagvrouwen
1. VERENIGDE STATEN 4.01,93
Lea Maurer 1.01,91
Kristy Kowal 1.07,20
Jenny Thompson 57,89
Amy Van Dyken 54,93
2. AUSTRALIË 4.05,12
Meredith Smith 1.01,73
Helen Denman 1.08,32
Petria Thomas 58,68
Susie O'Neill 55,39
3. JAPAN 4.06,27
Mai Nakamura 1.01,83
Masami Tanaka 1.10,24
Ayari Aoyama 59,09
Sumika Minamoto 55,11
4. DUITSLAND 4.08,90
Sandra Völker 1.02,32
Sylvia Gerasch 1.10,30
Katrin Jaeke 1.00,84
Katrin Meißner 55,44
5. HONGARIJE 4.11,41
Anna Maria Kiss 1.05,25
Ágnes Kovács 1.08,29
Anna Nyiriy 1.01,48
Dora Jakab 56,39
6. NEDERLAND 4.11,73
Angela Postma 1.05,18
Madelon Baans 1.11,53
Inge de Bruijn 59,66
Wilma van Hofwegen 55,36
7. GROOT-BRITTANNIË 4.13,33
Sarah Price 1.04,00
Jaime King 1.11,22
Caroline Foot 1.01,58
Sue Rolph 56,53
8. BELGIË DSQ
Sofie Wolfs
Brigitte Becue
Fabienne Dufour
Tine Bossuyt

### Zaterdag 17 januari

#### Finale 800 metervrije slagvrouwen
1. Brooke Bennett (Verenigde Staten) 8.28,71
2. Diana Munz (Verenigde Staten) 8.29,97
3. Kirsten Vlieghuis (Nederland) 8.32,34
4. Jana Henke (Duitsland) 8.33,52
5. Kerstin Kielgass (Duitsland) 8.33,62
6. Flavia Rigamonti (Zwitserland) 8.37,37
7. Carla Geurts (Nederland) 8.41,76
8. Hua Chen (China) 8.47,85

#### Finale 50 metervrije slagmannen
1. Bill Pilczuk (Verenigde Staten) 22,29
2. Alexander Popov(Rusland) 22,43
3= Ricardo Busquets (Puerto Rico) 22,47
3= Michael Klim (Australië) 22,47
5. Neil Walker (Verenigde Staten) 22,50
6. Brendon Dedekind (Zuid-Afrika) 22,54
7. Pieter van den Hoogenband (Nederland) 22,83
8. Fernando Scherer (Brazilië) 22,84

#### Finale 200 meterrugslagvrouwen
1. Roxanna Maracineanu (Frankrijk) 2.11,26
2. Dagmar Hase (Duitsland) 2.11,45
3. Mai Nakamura (Japan) 2.12,22
4. Cathleen Rund (Duitsland) 2.12,72
5. Lea Maurer (Verenigde Staten) 2.13,04
6. Miki Nakao (Japan) 2.13,13
7. Meredith Smith (Australië) 2.13,70
8. Hélène Ricardo (Frankrijk) 2.15,01

#### Finale 200 meterwisselslagmannen
1. Marcel Wouda (Nederland) 2.01,18
2. Xavier Marchand (Frankrijk) 2.01,66
3. Ron Karnaugh (Verenigde Staten) 2.01,89
4. Matthew Dunn (Australië) 2.02,03
5. Christian Keller (Duitsland) 2.02,10
6. Curtis Myden (Canada) 2.02,30
7. James Hickman (Groot-Brittannië) 2.04,13
8. Tom Dolan (Verenigde Staten) 2.05,82

#### Finale 4×200 metervrije slagvrouwen
1. DUITSLAND 8.01,46
Franziska van Almsick 2.01,28
Dagmar Hase 2.00,16
Silvia Szalai 2.00,42
Kerstin Kielgass 1.59,60
2. VERENIGDE STATEN 8.02,88
Cristina Teuscher 2.00,92
Lindsay Benko 2.00,94
Brooke Bennett 2.01,17
Jenny Thompson 1.59,85
3. AUSTRALIË 8.04,19
Julia Greville 2.00,92
Anna Windsor 2.03,23
Susie O'Neill 1.58,80
Petria Thomas 2.01,24
4. CANADA 8.05,59
Joanne Malar 2.02,44
Shannon Shakespeare 2.01,40
Jessica Deglau 2.00,65
Laura Nicholls 2.01,10
5. ZWEDEN 8.07,60
Louise Jöhncke 2.01,51
Josefin Lillhage 2.01,52
Malin Svahnström 1.59,84
Therese Alshammar 2.04,73
6. GROOT-BRITTANNIË 8.08,14
Claire Huddart 2.02,71
Vicki Horner 2.01,33
Jessica Craig 2.03,54
Karen Pickering 2.00,56
7. ROEMENIË 8.10,06
Camelia Potec 2.02,46
Simona Paduraru 2.03,29
Ioana Diaconescu 2.01,95
Liliana Dobrescu 2.02,36
8. NEDERLAND 8.11,63
Carla Geurts 2.03,19
Manon Masseurs 2.03,09
Wilma van Hofwegen 2.02,95
Kirsten Vlieghuis 2.02,40

### Zondag 18 januari

#### Finale 200 metervlinderslagvrouwen
1. Susie O'Neill (Australië) 2.07,93
2. Petria Thomas (Australië) 2.09,08
3. Misty Hyman (Verenigde Staten) 2.09,98
4. Wunyan Wu (China) 2.10,22
5. Yun Qu (China) 2.10,49
6. Jessica Deglau (Canada) 2.11,26
7. Katrin Jaeke (Duitsland) 2.12,20
8. Kristine Quance (Verenigde Staten) 2.15,35

#### Finale 200 meterrugslagmannen
1. Lenny Krayzelburg (Verenigde Staten) 1.58,84
2. Ralf Braun (Duitsland) 1.59,23
3. Mark Versfeld (Canada) 1.59,39
4. Emanuele Merisi (Italië) 1.59,59
5. Brad Bridgewater (Verenigde Staten) 2.00,02
6. Yang Fu (China) 2.00,40
7. Bart Sikara (Polen) 2.00,71
8. Adam Ruckwood (Groot-Brittannië) 2.01,10

#### Finale 50 metervrije slagvrouwen
1. Amy Van Dyken (Verenigde Staten) 25,15
2. Sandra Völker (Duitsland) 25,32
3. Ying Shang (China) 25,36
4. Jenny Thompson (Verenigde Staten) 25,59
5. Angela Postma (Nederland) 25,67
6. Therese Alshammar (Zweden) 25,83
7. Simone Osygus (Duitsland) 25,90
8. Martina Moravcová (Slowakije) 26,04

#### Finale 1500 metervrije slagmannen
1. Grant Hackett (Australië) 14.51,70
2. Emiliano Brembilla (Italië) 15.00,59
3. Daniel Kowalski (Australië) 15.03,94
4. Igor Snitko (Oekraïne) 15.04,30
5. Ryk Neethling (Zuid-Afrika) 15.12,50
6. Luiz Lima (Brazilië) 15.17,55
7. Denis Zavhorodny (Oekraïne) 15.22,43
8. Tyler Painter (Verenigde Staten) 15.23,40

#### Finale 4×100 meterwisselslagmannen
1. AUSTRALIË 3.37,98
Matt Welsh 55,56
Phil Rogers 1.01,38
Michael Klim 51,80
Chris Fydler 49,24
2. VERENIGDE STATEN 3.38,56
Lenny Krayzelburg 55,30
Kurt Grote 1.00,96
Neil Walker 53,41
Gary Hall jr. 48,89
3. HONGARIJE 3.39,53
Attila Czene 56,55
Norbert Rózsa 1.00,64
Peter Horváth 53,14
Attila Zubor 49,20
4. DUITSLAND 3.39,57
Stev Theloke 55,24
Jens Kruppa 1.01,58
Christian Keller 53,61
Torsten Spanneberg 49,14
5. GROOT-BRITTANNIË 3.41,66
Neil Willey 56,37
Richard Maden 1.02,44
James Hickman 52,44
Gavin Meadows 50,41
6. RUSLAND 3.41,95
Vladimir Selkov 56,30
Andrei Korneev 1.02,12
Denis Pimankov 53,53
Alexander Popov 50,00
7. JAPAN 3.42,14
Keitaro Konnai 55,84
Yoshinobu Miyazaki 1.02,99
Takashi Yamamoto 53,24
Shunsuke Ito 50,07
8. POLEN 3.43,11
Mariusz Siembida 55,98
Marek Krawczyk 1.02,84
Marcin Kaczmarek 54,89
Bartosz Kizierowski 49,40

## Medailleklassement
| Plaats | Land                | Goud | Zilver | Brons | Totaal |
| 1      | Verenigde Staten    | 15   | 5      | 8     | 28     |
| 2      | Australië           | 7    | 7      | 8     | 22     |
| 3      | China               | 5    | 4      | 2     | 11     |
| 4      | Duitsland           | 1    | 6      | 3     | 10     |
| 5      | Rusland             | 2    | 2      | 2     | 6      |
| 6      | Nederland           | 1    | 2      | 2     | 5      |
| 7      | Japan               | 0    | 2      | 3     | 5      |
| 8      | Frankrijk           | 1    | 3      | 0     | 4      |
| 9      | Italië              | 1    | 2      | 1     | 4      |
| 10     | Canada              | 0    | 1      | 3     | 4      |
| 11     | Oekraïne            | 2    | 1      | 0     | 3      |
| 12     | Hongarije           | 1    | 0      | 2     | 3      |
| 13     | Slowakije           | 0    | 2      | 1     | 3      |
| 14     | Zweden              | 0    | 1      | 1     | 2      |
| 15     | Verenigd Koninkrijk | 0    | 0      | 2     | 2      |
| 16     | België              | 1    | 0      | 0     | 1      |
| 16     | Costa Rica          | 1    | 0      | 0     | 1      |
| 18     | Puerto Rico         | 0    | 0      | 1     | 1      |
| Totaal | Totaal              | 38   | 38     | 38    | 114    |

Zwemmen · Openwaterzwemmen · Schoonspringen · Synchroonzwemmen · Waterpolo
Langebaan (50 meter):

mannen · vrouwen

Belgrado 1973 · 
Cali 1975 · 
West-Berlijn 1978 · 
Guayaquil 1982 · 
Madrid 1986 · 
Perth 1991 · 
Rome 1994 · 
Perth 1998 · 
Fukuoka 2001 · 
Barcelona 2003 · 
Montréal 2005 · 
Melbourne 2007 · 
Rome 2009 · 
Shanghai 2011 · 
Barcelona 2013 · 
Kazan 2015 · 
Boedapest 2017 ·
Gwangju 2019 · 
Boedapest 2022 · 
Fukuoka 2023 · 
Doha 2024 · 
Singapore 2025

Kortebaan (25 meter): 

Palma de Mallorca 1993 · 
Rio de Janeiro 1995 · 
Gotenburg 1997 · 
Hongkong 1999 · 
Athene 2000 · 
Moskou 2002 · 
Indianapolis 2004 · 
Shanghai 2006 · 
Manchester 2008 · 
Dubai 2010 · 
Istanboel 2012 · 
Doha 2014 · 
Windsor 2016 · 
Hangzhou 2018 · 
Abu Dhabi 2021 · 
Melbourne 2022 · 
Boedapest 2024